# Vamos Venezuela
O Vamos Venezuela (em espanhol, Vente Venezuela), mais conhecido pelo acrônimo VV, é um partido político venezuelano fundado em 24 de maio de 2012 por María Corina Machado, à época deputada da Assembleia Nacional da Venezuela. Defensor da ideologia liberal, e anti-chavista possui uma estrutura organizacional regionalizada com diretórios fundados em todos os estados da Venezuela.
Em 13 de maio de 2013, o Conselho Nacional Eleitoral indeferiu o pedido de inscrição do movimento como partido político apto a disputar eleições, sem apresentar quaisquer justificativas concretas que fundamentassem o indeferimento pela justiça eleitoral do país.

## Participação na eleição legislativa de 2015
Posteriormente, a Assembleia Nacional da Venezuela derrubou a decisão do CNE e o partido pôde, enfim, filiar-se nacionalmente à coalizão opositora Mesa da Unidade Democrática (MUD) para disputar a eleição legislativa de 2015, vencidas de forma arrasadora pela oposição ao chavismo, que conquistou uma maioria qualificada ao eleger 112 dos 167 deputados que compunham o parlamento unicameral venezuelano. Dentre os deputados oposicionistas eleitos, 5 deles eram filiados ao partido.

## Desfiliação da MUD e boicote eleitoral
Entretanto, após divergências políticas entre os partidos integrantes da MUD a respeito se deveriam ou não lançar candidatos para as eleições regionais de 2017, a líder María Corina Machado anunciou a desfiliação do partido da coalizão e decidiu por boicotar todas as eleições que se sucederam após 2015 por não acreditar de que haveria condições isonômicas de disputa eleitoral entre partidos governistas e oposicionistas.